# Anolis tropidolepis
Anolis tropidolepis (стрімкий аноліс) — вид ігуаноподібних ящірок родини анолісових (Dactyloidae). Ендемік Коста-Рики.

## Поширення і екологія
Стрімкі аноліси Сальвіна мешкають в горах Сьєрра-де-Тіларан і Кордильєра-Сентраль та на півночі гір Кордильєра-де-Таламанка. Вони живуть у вологих гірських тропічних лісах, на висоті від 1220 до 2506 м над рівнем моря.